# Гюнтер IV фон Мансфелд-Фордерорт
Гюнтер IV фон Мансфелд-Фордерорт (на немски: Günther IV von Mansfeld zu Vorderort; * 1475; † 5 септември 1526) е граф на Мансфелд-Фордерорт, рицар на Тевтонския орден (1498).

## Произход
Той е най-големият син на Албрехт III фон Мансфелд-Фордерорт († 1484) и съпругата му Сузана фон Бикенбах († 1530), дъщеря на Конрад XII фон Бикенбах-Хоенберг (1429 – 1483) и графиня Агнес фон Насау-Висбаден (1423 – 1485), дъщеря на граф Адолф II фон Насау-Висбаден-Идщайн (1386 – 1426) и маркграфиня Маргарета фон Баден (1404 – 1442). Майка му се омъжва втори път за граф Хайнрих XII (XIII) фон Хонщайн-Клетенберг (1464 – 1529).
Брат е на Хойер VI фон Мансфелд-Фордерорт (1477 – 1540), Ернст II (1479 – 1531), Фолрад († 1494/1502), и на монахините Анна († 1495) и Елизабет († 1495).
Гюнтер IV фон Мансфелд-Фордерорт умира бездетен на 5 септември 1526 г.

## Фамилия
Първи брак: с Агнес фон Глайхен-Тона († 1536), дъщеря на граф Зигмунд I фон Глайхен-Тона († 1494) и Агнес фон Кверфурт († пр. 1465). Бракът е бездетен.
Втори брак: на 4 юни 1503 г. с Агнес фон Глайхен-Бланкенхайн († 1536), дъщеря на граф Карл I фон Глайхен-Бланкенхайн († 1495) и графиня Фелицитас фон Байхлинген († сл. 1500). Бракът е бездетен.